# Georg Adam Michel

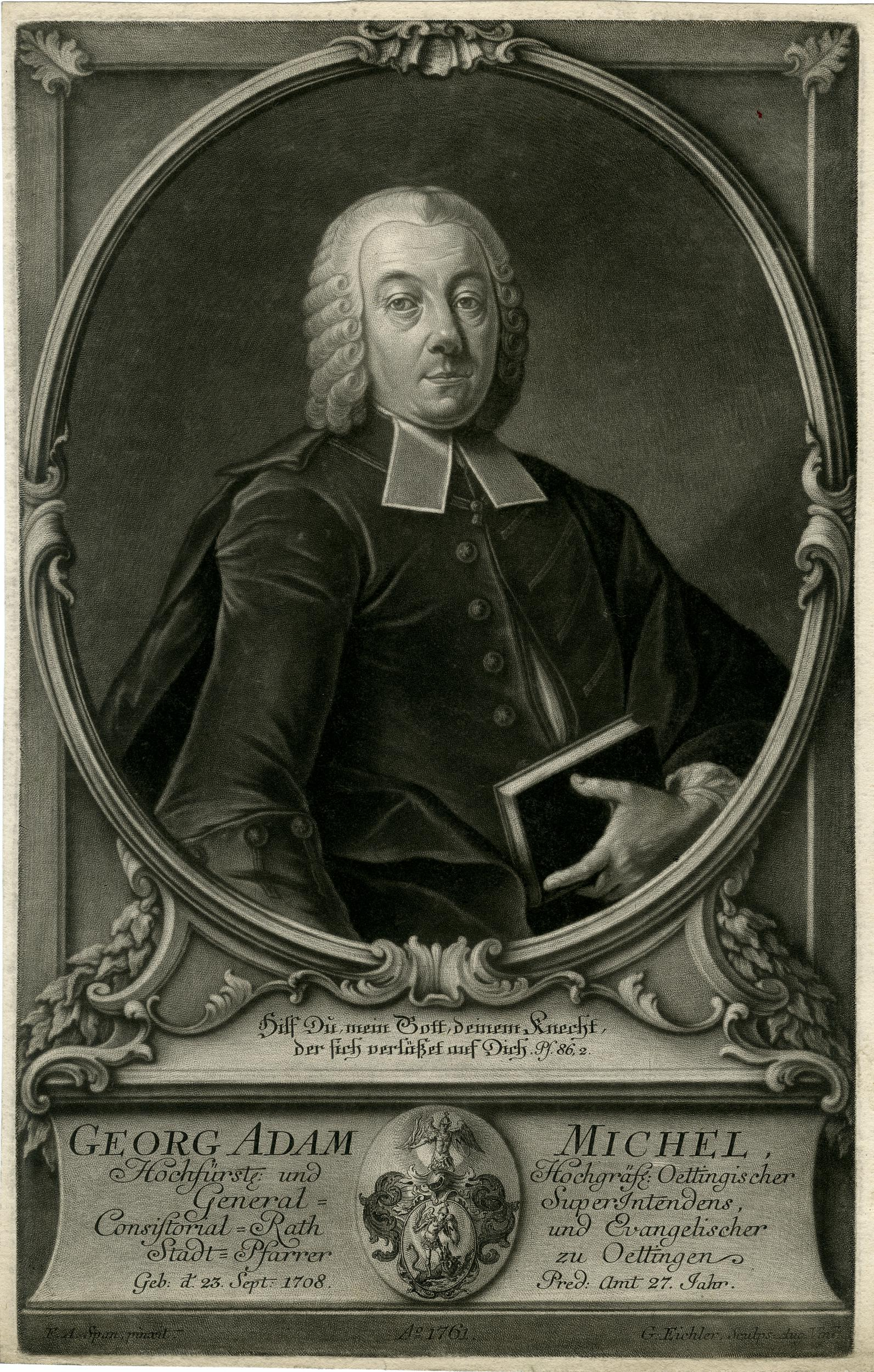
Georg Adam Michel nach einem Kupferstich von Gottfried Eichler, 1761

Georg Adam Michel (* 23. September 1708 in Benzenzimmern; † 21. März 1780 in Oettingen) war ein deutscher lutherischer Theologe, Generalsuperintendent und Konsistorialrat des Fürstentums Oettingen sowie Schriftsteller.

## Leben
Georg Adam Michel wurde in Benzenzimmern als Pfarrerssohn geboren. Er besuchte in Oettingen die Schule und studierte für drei Jahre an der Universität Jena. Zurück in der Residenzstadt Oettingen übernahm er zunächst das Amt des Waisenhausinspektors. Nach einem halben Jahr wurde er 1740 zum Diakon berufen; 1744 folgte der Aufstieg zum Archidiakon. Seine geistliche Laufbahn führte ihn weiter nach Harburg, wo er 1744 die vakante Stelle als Superintendent zu St. Barbara antrat. Im Spätherbst 1747 wechselte er zurück nach Oettingen und übernahm dort das höchste evangelische Kirchenamt in der Grafschaft Oettingen und wurde Generalsuperintendent und Konsistorialrat zu St. Jakob.
Michel befasste sich in verschiedenen Publikationen auch mit der Geschichte der Grafschaft und des Fürstentums Oettingen.

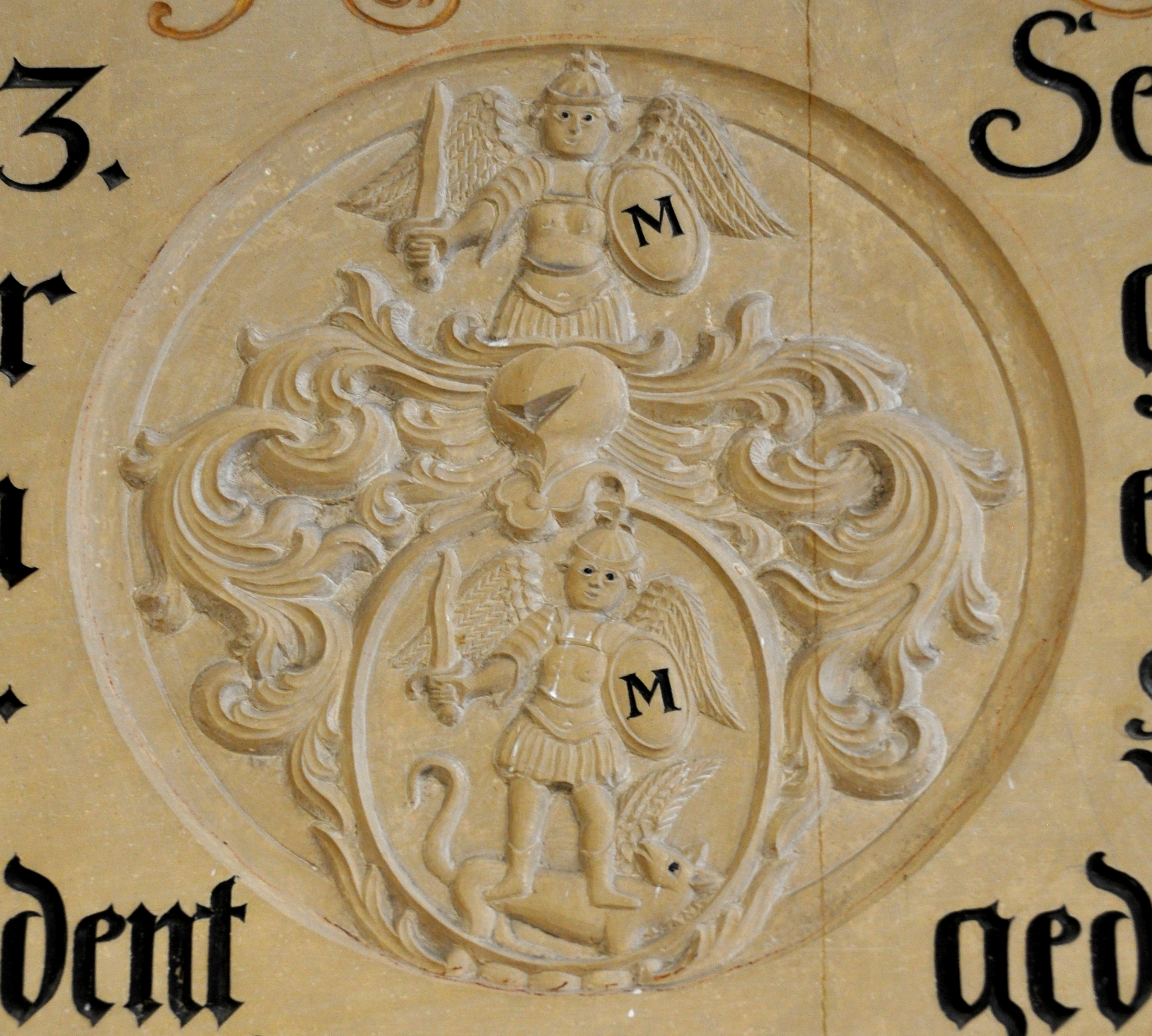
Wappen von Georg Adam Michel angebracht an dessen Epitaph in St. Jakob
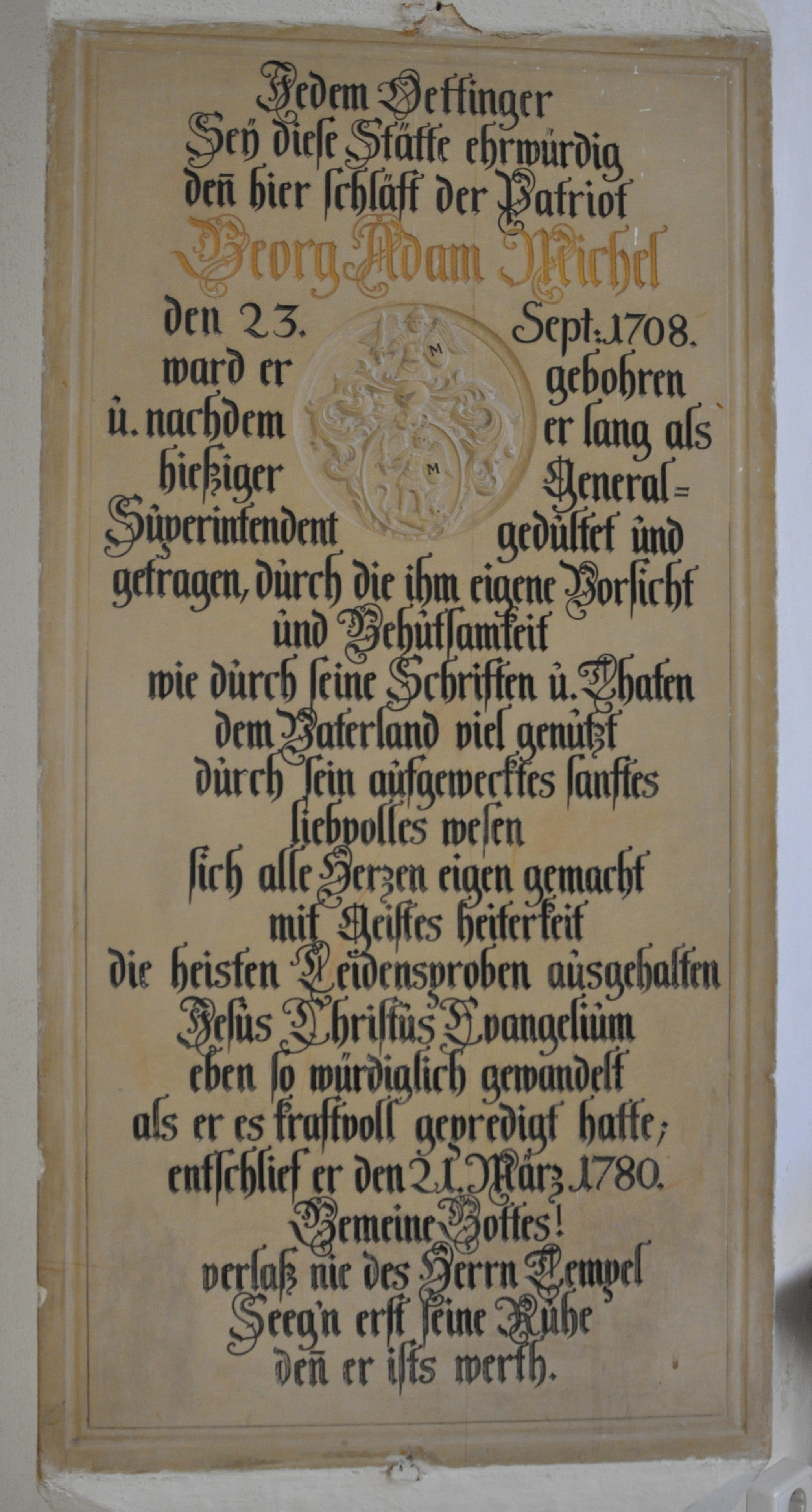
Epitaph von Georg Adam Michel

## Werke
(Auswahl)
- Oettingische Bibliothek. Lohse, Oettingen 1788 (bsb-muenchen.de).
- Beyträge zur oettingischen politischen, kyrchlichen und gelehrten Geschichte. Lohse, Oettingen 1779 (bsb-muenchen.de).